# Rafael Jablonka

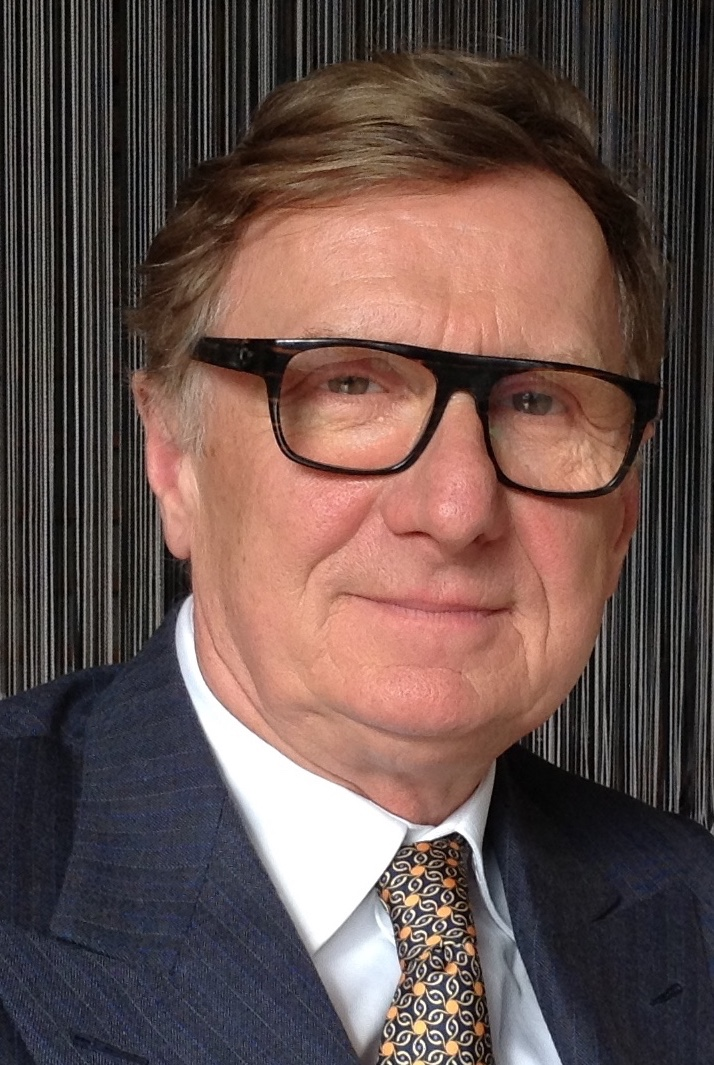
Rafael Jablonka (2018)

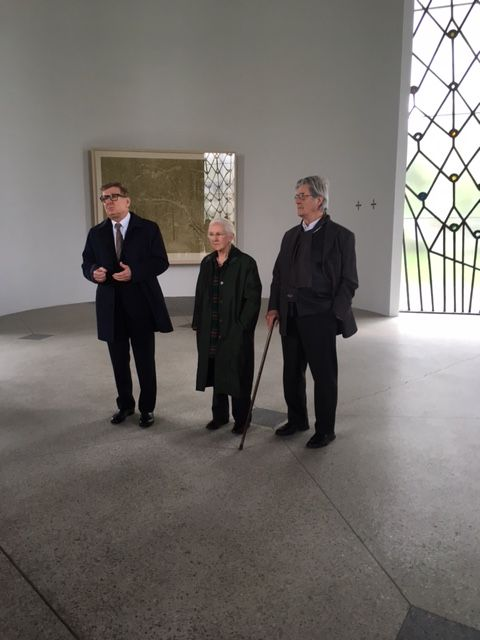
Rafael Jablonka (links) mit Franz Gertsch in der Böhm Chapel

Rafael Jablonka (* 1952 in Koło, Polen) ist deutscher Kunsthändler, Galerist und Kurator. Die von ihm geleitete Jablonka Galerie war seit der Gründung eine in Deutschland und Europa namhafte und international agierende Galerie.

## Werdegang
Rafael Jablonka studierte in Krakau Bauwesen und arbeitete nach der Übersiedlung nach Deutschland zunächst als Ingenieur in München. Dort lernte er Dany Keller kennen, für deren Galerie er eine Ausstellung mit polnischen Avantgardekünstlern organisierte. 1978 organisierte Jablonka eine internationale Ausstellung, die in einen Reisekoffer passte mit dem Titel „Vierte Dimension im Viereck“, u. a. mit Daniel Buren, Ilya Kabakov und Reiner Ruthenbeck, mit der er in mehreren Orten in Polen und Deutschland Station machte.
1979 gründete er eine konzeptuelle Galerie, die er „Vakuum“ nannte. Der Name „Vakuum“ war mit der Absicht verbunden, keine Besucher zuzulassen, der Galerist war der einzige, der gemeinsam mit dem Künstler an der Entstehung des Werkes beteiligt war: ein Sender und ein Empfänger. Beispielsweise bestand der Beitrag von Tony Cragg in der Auflistung aller in der Wohnung von Teresa und Rafael Jablonka vorhandenen Gegenstände nach Größe, Farbe und Material ohne weitere Benennung des Objektes. In Vakuum arbeitete Jablonka zusammen u. a. mit Tony Cragg, Andrzej Dłużniewski, Braco Dimitrijević, Ian McKeever, Reinhard Mucha, Reiner Ruthenbeck.
1980–1985 studierte er Kunstgeschichte (bei Max Imdahl) an der Ruhruniversität Bochum.
Im November 1982 initiierte und organisierte er eine Auktion und Ausstellung im Düsseldorfer Kunstpalast „Gegen das Kriegsrecht in Polen – für Solidarność“ mit Werken von 60 Künstlern, darunter Arbeiten von Georg Baselitz, Joseph Beuys, Tony Cragg, Isa Genzken, Hans Haacke, Imi Knoebel, Reinhard Mucha, Albert Oehlen, Nam June Paik, Gerhard Richter, Thomas Schütte, Günther Uecker, deren Werke zugunsten von Solidarność am 13. November 1982 verauktioniert wurden. Die Auktion wurde unter Beratung von Henrik Rolf Hanstein und Stephan von Wiese mit Karl Ruhrberg als Auktionator durchgeführt.
Als Assistent von Kasper König war er 1984 für die Ausstellung „Von hier aus – Zwei Monate neue deutsche Kunst in Düsseldorf“ zuständig und arbeitete 1986 als Gastkurator in der von Siegfried Gohr konzipierten Ausstellung „Europa/Amerika – Die Geschichte einer künstlerischen Faszination seit 1940“ ein Thema, das programmatisch für seine Galeriearbeit in den 1990er Jahren werden sollte. 1987 ging er für ein Jahr nach Berlin um als Leiter für die Galerie von Reinhard Onnasch zu arbeiten.
Im Juli 2019 übergab er seine über 400 Werke der amerikanischen und deutschen Kunst der 80er Jahre umfassende Sammlung als „Rafael und Teresa Jablonka Stiftung“ an die Albertina in Wien.
Im Jahr 2023 beendeten Jablonka und die Albertina einvernehmlich diese Dauerleihe und befinden sich seither viele Werke davon in Seefeld in Tirol.

## Jablonka Galerie
1988 gründete Rafael Jablonka eine eigene Galerie in Köln, in dem von Max Hetzler in Auftrag gegebenen, von Oswald Mathias Ungers entworfenen Haus in der Venloer Straße 21.
Zu Schlüsselfiguren der Galerie wurden ab Anfang der 90er Jahre Richard Prince, Meyer Vaisman, Carroll Dunham, Peter Halley, Mike Kelley, Nobuyoshi Araki, Roni Horn, Damien Hirst, Gilbert & George, Andreas Slominski und Sherrie Levine. 1989 präsentierte Jablonka als erster Galerist in Deutschland in zwei Einzelausstellungen den US-amerikanischen Künstler Mike Kelley, den er auch in den folgenden Jahren regelmäßig zeigte.
Seit Beginn der 1990er Jahre entwickelte die Jablonka Galerie ein unverkennbares Profil mit zwei programmatischen Schwerpunkten: einerseits der Etablierung einer jungen amerikanischen Generation in Europa, andererseits die Arbeit mit europäischen Künstlerinnen und Künstlern wie u. a. Francesco Clemente, Katharina Fritsch, Reiner Ruthenbeck und Andreas Slominski. 1993 lud Jablonka Damien Hirst zu einer Einzelausstellung ein. Die Ausstellung trug den Titel: The Acquired Inability to Escape, Inverted and Divided and other works. 1994 stellten das englische Künstlerpaar Gilbert & George ihre neuen, provokativen Naked Shit Pictures bei Jablonka aus. 1994 und 1996 zeigte die Galerie Nobuyoshi Araki. Seine erotischen und tabubrechenden Fotografien, in Japan gefeiert aber auch zensiert, schockierten auch das deutsche Publikum. 1996 bezog die Galerie neue Räume in der Lindenstraße 19, die sie mit einer Ausstellung von Sherrie Levine „Cathedrals & Hobbyhorses“ eröffnete.
1997 zeigte Rafael Jablonka Andy Warhols „Egg Paintings“, mit denen er eine Ausstellungsreihe von Warhol-Arbeiten einleitete: „Knives Paintings“ und „Cross Paintings“, eine Ausstellung, die von ihm für das Kölner Diözesanmuseum 1999 konzipiert wurde. Mit dem neuen Jahrzehnt 2000 folgten Ausstellungen von Künstlern wie Alex Katz, Eric Fischl, Miquel Barceló, Andreas Slominski, David Salle und Philip Taaffe.
Im September 2006 eröffnete die Galerie eine Dependance in der Kochstraße in Berlin mit Terry Winters. Als Weiterführung der „Kandor-Con 2000“-Installation entwickelte Mike Kelley in den Jahren 2000 bis 2007 eine Werkgruppe, die er „Kandors“ nannte. Sie bestand u. a. aus mehrteiligen Skulpturen, deren wichtigste Bestandteile große, bunte Glasglocken waren. Die Herstellung der Glasglocken hat mehrere Jahre in Anspruch genommen und wurde von Jablonka in Böhmen produziert. Diese Skulpturen, Lichtkästen und Videos zeigte Jablonka in Berlin unter dem Titel „Kandors“. 2010 wurde die Berliner Dependance geschlossen. Ab Mitte 2010 widmete Jablonka seine Zeit hauptsächlich der Böhm Chapel.
Die Jablonka Galerie nahm regelmäßig an internationalen Kunstmessen wie der Art Basel, Art Cologne, Frieze Art Fair, London, Art Basel Miami Beach, der Art Paris Abu Dhabi und der TEFAF, Maastricht teil.
Am 30. April 2018 beendete Rafael Jablonka nach 30 Jahren seine Galerietätigkeit und übergab sein umfangreiches Galeriearchiv dem Zentralarchiv für deutsche und internationale Kunstmarktforschung (ZADIK) in Köln. Das Spektrum der im Archiv vorhandenen Materialien umfasst eine Vielfalt von unikalen Dokumenten, wie Fotos von Ausstellungsinstallationen und Ausstellungsaufbau, Künstler- und Geschäftskorrespondenz sowie die grafisch prägnant gestalteten Einladungen, Kataloge und Pressekritiken zu Jablonkas Galeriearbeit. Durch die Übernahme des Galeriearchivs ins ZADIK ist die Galerie Teil der jüngeren Kunstgeschichte geworden. Die Ausstellungsaktivitäten setzen sich heute fort in der Böhm Chapel.

## Böhm Chapel

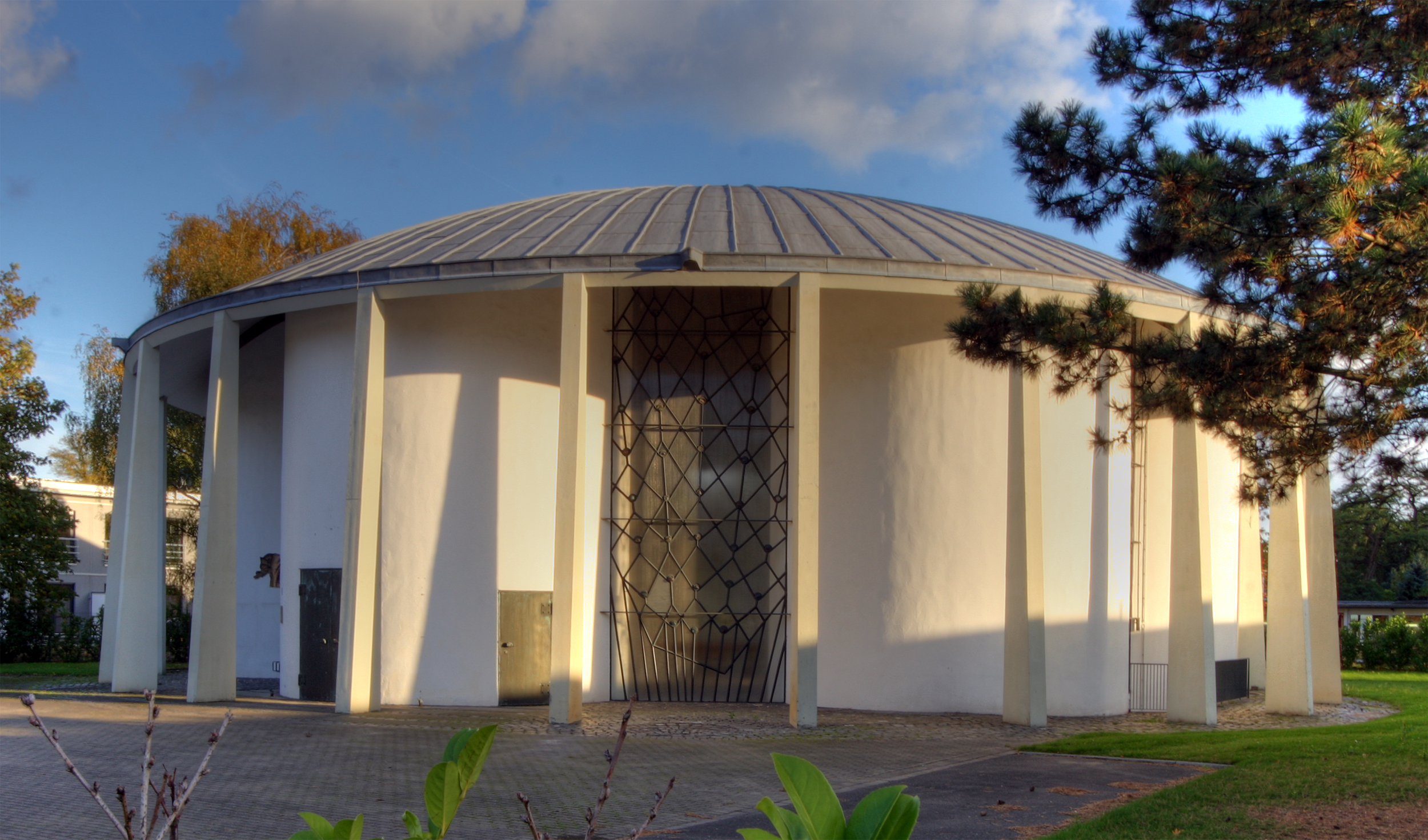
Böhm Chapel

2010 erwarben Rafael und Teresa Jablonka in Hürth, in der Nähe von Köln, die profanierte, von Gottfried Böhm 1954–1956 erbaute Pfarrkirche St. Ursula, die sie zu einem Ort für zeitgenössische Kunst umbauen ließen und in „Böhm Chapel“ umbenannten.
Während der Eröffnung der Böhm Chapel im Herbst 2010 mit einer Ausstellung von Terry Winters wurde das im Campanile von Jablonka in Auftrag gegebene sechsstimmige Glockenspiel mit einem Stück aus den „Metamorphoses“ des amerikanischen Komponisten Philip Glas eingeweiht. In der von Piet Blanckaert neu gestalteten Gartenanlage wurde im Mai 2016 die Skulptur „Two By Two“ (2010) von Richard Deacon platziert. Seit 2010 werden regelmäßig zwei Ausstellungen pro Jahr mit Künstlern wie u. a. Richard Deacon, Eric Fischl, Franz Gertsch, David LaChapelle, Sherrie Levine, Matt Mullican, Ulrich Rückriem, Philip Taaffe, William Tucker und Terry Winters präsentiert. In regelmäßiger Abfolge finden ab 2012 Konzerte in der Böhm Chapel statt, u. a. von Sufi & Sera Ensemble (2012), Kudsi Erguner und Michael Wollny (2012), Wolfgang Sauer und Michael Wollny (2013) und Philip Glass (2016).

## Thomas Schütte „Ferienhaus T“
Im Jahr 2010 erwarb Rafael Jablonka im Tiroler Ort Mösern ein rund 3000 Quadratmeter großes Grundstück am Waldrand, um ein Haus für Künstler, einen Ausstellungsraum zu realisieren. Während der Retrospektive von Thomas Schüttes Ausstellung „Big Buildings. Modelle und Ansichten“ in der Bundeskunst- und Ausstellungshalle in Bonn 2010 hatte Jablonka die Idee, Thomas Schütte zu fragen, ob er seine Arbeit Ferienhaus für Terroristen als Bauwerk realisieren würde. Seit 2002 entwarf Thomas Schütte eine Werkgruppe von Modellen, die sogenannten Ferienhäuser für Terroristen im Maßstab 1:20, insbesondere ab 2009 als Reaktion auf die Ereignisse von 9/11 und als eine Art sozialpolitisches Modell.  Im Auftrag von Rafael Jablonka entwickelte Thomas Schütte zusammen mit dem Architekten Lars Klatte (Architekturbüro RKW) und mit Armin Kathan (Architekturbüro Holzbox) die 1:1 Version des Modells, das als Gebäude am 30. März 2012 fertiggestellt wurde.
Das 100 Quadratmeter große Ferienhaus T. ist gleichzeitig Architektur, Skulptur und Installation oder ein „objet d’architecture“. Die begehbare Skulptur dient nicht in erster Linie als Wohnraum, sondern soll als Rückzugs- und Denkraum zum Verweilen und Nachdenken genutzt werden. Für Rafael Jablonka ist „es ein Haus für die Seele“. Das Haus ist nicht öffentlich zugänglich, kann allerdings auf Anfrage besucht werden.

## Künstler der Galerie (Auswahl)
Nobuyoshi Araki, Miquel Barceló, Ross Bleckner, Francesco Clemente, Eric Fischl, Alex Katz, Mike Kelley, David LaChapelle, Sherrie Levine, Richard Prince, Andreas Slominski, Philip Taaffe, Andy Warhol, Terry Winters